# Festival Internacional de Santa Lucía
El Festival Internacional de Santa Lucía (F.I.S.L.), popularmente conocido como «Festival Santa Lucía», es un evento cultural realizado anualmente en el área metropolitana de Monterrey, Nuevo León, en el noreste de México. Se realiza desde el 2008, con fecha de inicio el 20 de septiembre, aniversario de la fundación de Monterrey, con la visión de "acercar las artes a la gente y la gente a las artes inspirando, transformando y conectando comunidades con sentido de pertenencia, empáticas e incluyentes". Los eventos incluyen exposiciones en colaboración con museos, diálogos y expresiones artísticas, incluyendo obras de teatro, eventos de danza, literatura y música.

## Historia
El fideicomiso Festival Internacional de Santa Lucía fue creado por decreto del exgobernador José Natividad González Parás el 17 de junio del 2008, publicado en el periódico oficial el 30 de junio. El festival es considerado herencia del Fórum Universal de las Culturas Monterrey 2007, y se distingue por usar el espacio público como escenario y recinto para sus actividades. Además de los patrocinios gubernamentales, el festival recibe contribuciones de patrocinadores privados y cuenta con un Patronato.

### Edición 2008
La primera edición duró 36 días. Incluyó la presentación de la obra Rigoletto, interpretada por la compañía rusa Galina Vishnevskaya Opera Center, encabezada por la soprano Galina Vishnevskaya, en la primera presentación en América Latina de la compañía rusa. En las actividades alternas, se organizó la tercera Feria del Libro Infantil y Juvenil en la Galería Conarte, además del desfile llamado Festival por la Paz y los Valores, donde una marioneta gigante, "Luca", representó los valores universales.

### Edición 2009
Se llevó a cabo del 20 de septiembre al 25 de octubre y continuó la propuesta inicial de generar una conciencia que privilegie los valores universales, como la libertad, la igualdad, la democracia, la justicia y el respeto en México,  a decir de sus organizadores, a través de más de 100 eventos. Algunos de los países que estuvieron presentes en esta edición fueron España, Cuba, Francia, Italia, Polonia, Argentina, Croacia, Sudáfrica, Chile, Nepal, Venezuela, Serbia y Alemania.

### Edición 2010
En su tercera edición, y en el marco de los festejos del Bicentenario, ofreció más de 150 eventos artísticos, culturales y recreativos de nivel internacional y accesibles para todo público. Entre éstas, el Certamen Internacional de Piano, organizado por Parnassós, el cual tuvo como integrante del jurado a la pianista rusa Oksana Yablonskaya y con la participación de 23 concursantes originarios de 12 países, como Japón, Canadá, China, Israel, Croacia, Rusia, Rumania, Corea, Francia, Chile, Ucrania y México que interpretaron a Bach, Haydn, Mozart, Chopin, Liszt, Beethoven, Schumann y Chaikovski. 

### Edición 2011
A partir del 22 de septiembre y hasta el 9 de octubre, la edición 2011 tuvo una programación de más de 170 eventos culturales, a cargo de ensambles y artistas como el Ballet Folcklórico de la Ciudad de México;  la compositora y cantante mexicana, Ely Guerra; las Marionetas Acuáticas de Vietnam; El Ballet de Monterrey, con la obra "El Lago de los Cisnes"; y la presentación de Daniel Armas y la Camerata Mexicana con "La Leyenda del Salterio".

### Edición 2012
El Festival Internacional de Santa Lucía convocó a más de 6 millones de personas. Para la edición 2012, incluyó más de 200 actividades artísticas y culturales, y entre los eventos realizados en el marco de esta edición se encontraron el Homenaje a Carlos Fuentes, el Cine Club Vicky Cristina Barcelona, el IV Encuentro Mundial de Valores, el XVII Encuentro Internacional de Escritores, el IV Encuentro Nacional de Escritores Jóvenes, el 2° maratón Bailando Joven, el Festival La Rocka 2012, la presentación de la ópera Madame Butterfly, entre otros.

### Edición 2016
En la edición 2016, el Festival Internacional de Santa Lucía (FISL) tiene como tema central “El Cuidado del Plantea Tierra”. Se realizaron 8 diálogos, 36 exposiciones, 226 expresiones culturales, hubo más de 1623 artistas en escena y fueron 29 países invitados. El evento contó con 216 voluntarios y 76 Instituciones participantes. Entre los eventos presentados, se contó con la participación del Centro Estatal de Rehabilitación y Educación Especial (CREE) del DIF Nuevo León con una puesta en escena donde los actores principales fueron personas con discapacidad.

### Edición 2017
El X Aniversario del Festival Internacional de Santa Lucía (FISL) pospuso su inauguración debido al luto nacional por el terremoto del 19 de septiembre que afectó gravemente a diversos estados. El Festival duró 11 días, del 28 de septiembre al 8 de octubre, en los escenarios principales.  

### Edición 2018
En su XI edición, se realizó por primera vez el concurso Nuevo Talento de Nuevo León, un programa enfocado en que nuevos artistas musicales puedan realizar sus proyectos y graben su música. El programa fue presentado por Lorenia Canavati, presidenta del patronato, Andreas Ostberg de Santos Music y Flip Tamez, de la banda Jumbo. Para iniciar el festival, se realizó un espectáculo de videomapping frente al Palacio de Gobierno.

### Edición 2019
En su duodécima edición se realizó el rediseño de la identidad visual del festival a cargo de la empresa Brands&People. Se realizaron 52 eventos en los municipios de: Abasolo, Allende, Bustamante, Cadereyta, Cerralvo, Doctor Arroyo, El Carmen, Escobedo, Galeana, García, General Terán, Guadalupe, Juárez, Lampazos, Linares, Mina, Montemorelos, Monterrey, Sabinas Hidalgo, Salinas Victoria, San Nicolás, San Pedro, Santa Catarina, y Santiago. 
Se realizaron 250 eventos de expresiones artísticas y culturales con la participación de más de 1,200 artistas de 23 países, incluyendo una exposición de arte al aire libre en la Macroplaza.

### Edición 2022

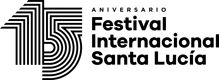
Logo del 15° festival

En su decimoquinta edición se realizó entre el 18 de septiembre y el 6 de noviembre de 2022. Fue anunciada por el gobernador Samuel García el 7 de septiembre del mismo año. El festival fue el primero desde la edición de 2019 a consecuencia de la pandemia COVID-19.
En esta edición, se realizaron actividades en 40 municipios con más de 335 eventos en 60 locaciones, en la que participan 50 compañías.  la agenda cultural del festival está compuesta por un 46% de talento local, 16% nacional y 38% internacional; que incluye, por primera vez, el encuentro nacional de arte, arquitectura y diseño, denominado “Cuadrante”.

### Edición 2023
El festival se realizó del 23 de septiembre al 5 de noviembre del 2023, con 381 eventos diferentes y la participación de más de 25 países. Durante la inauguración, se presentó el espectáculo francés "Les plasticiens volants: new world" en la Explanada de los Héroes. El evento de clausura fue LithosCon, un espectáculo con acrobacias y músicos en el aire y una grúa de más de 35 metros de altura. Al cierre del festival, Lorenia Canavati, presidente de Patronato, se despidió de su puesto.

## Espacios
1. Explanada de los Héroes
2. Macroplaza
3. Parque Fundidora
4. Explanada Santa Lucía: Explanada exterior del Museo de Historia Mexicana
5. Paseo de la Mujer Mexicana: Ubicado en la esquina sureste del Parque Fundidora, es una plaza de diversos niveles en forma de caracol en el que se rinde homenaje a mujeres mexicanas destacadas en diversos rubros.
6. Teatro del Centro de las Artes: El Centro de las Artes CONARTE es un complejo cultural localizado en el interior del Parque Fundidora que comprende distintos edificios que antaño sirvieron como espacios industriales.
7. Teatro de la Ciudad: Espacio cultural del Gobierno del Estado a cargo del Consejo para la Cultura de Nuevo León, de estilo italiano. En él se llevan a cabo representaciones de obras de teatro y danza. Con una capacidad de 1,451 personas.